# 창자

장

창자(intestine, 문화어: 밸) 또는 장(腸)은 생물의 소화 기관의 하나이다. 배알 또는 밸이라고도 한다. 작은창자와 큰창자로 나눈다.

## 같이 보기
- 위창자길
- 내장